# 開聞站
開聞站（日语：／ Kaimon eki */?）是位於鹿兒島縣指宿市的九州旅客鐵道（JR九州）指宿枕崎線的鐵路車站。

## 車站構造
本站為1面1線側式月台的地上車站，無法進行列車交會。本站也是無人站，過去曾設有站員與站房，但站房在平成年初撒去。

## 利用狀況
- 在2007年，平均1日的乘車人數為18人。

| 乘車人數變化 | 乘車人數變化 |
| 年度         | 1日平均人數  |
| ------------ | ------------ |
| 2003         | 34           |
| 2004         | 32           |
| 2005         | 26           |
| 2006         | 25           |
| 2007         | 18           |

## 历史
- 1960年（昭和35年）3月22日：車站啟用。
- 1987年（昭和62年）4月1日：因國鐵分割民營化，本站成為九州旅客鐵道的車站。

## 車站周邊
- 開聞岳 - 距離登山口最近的車站。
- 國道226號
- 指宿市政廳 開聞廳舍（前開聞町政廳）
- 開聞郵局
- 池田湖
- 開聞山麓自然公園
- 枚聞神社
- 鹿兒島交通巴士站
- 開聞隧道

## 相鄰車站
九州旅客鐵道
指宿枕崎線
東開聞－開聞－入野

## 相關項目
- 日本鐵路車站列表

## 外部連結
- 開聞車站 （页面存档备份，存于） （日語）